# Schloss Waldenstein

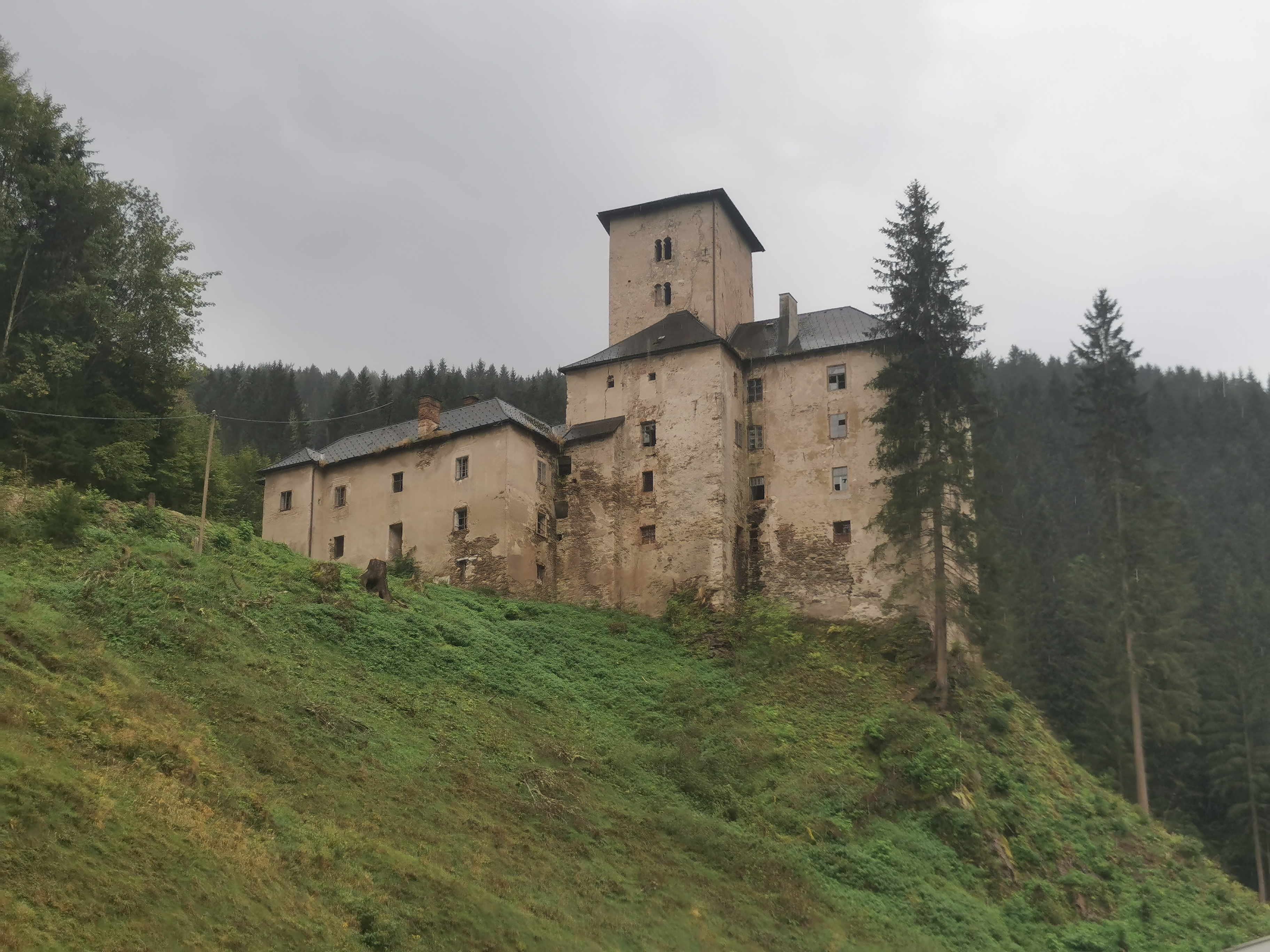
Schloss Waldenstein von Nordosten

Schloss Waldenstein liegt zwischen Bad St. Leonhard im Lavanttal und Wolfsberg im nordöstlichen Kärnten (Österreich).

## Lage
Das ursprünglich als Burg errichtete Schloss Waldenstein befindet sich in einem Seitental des Lavanttals auf etwa 760 Meter Höhe. Es gehört zu der zu Wolfsberg gehörigen Katastralgemeinde Waldenstein und liegt oberhalb der auf den Packsattel führenden Straße.

## Geschichte

### Errichtung der Burg und Umbau zum Schloss
Um 1150 wurde es im Auftrag des Bistums Bamberg als Burg erbaut. Vom 12. bis zum 17. Jahrhundert waren die Herren Ungnad von Sonnegg die Lehnsträger und Besitzer von Waldenstein. Sie ließen die Burg im 15. Jahrhundert zum Schloss im gotischen Stil umbauen. Im 16. Jahrhundert war Waldenstein ein Zentrum der Reformation.

### Schloss Waldenstein und die Reformationszeit
Hans von Ungnad investierte den Großteil seines Vermögens in eine Druckerei in Urach bei Tübingen. Dort übersetzte der aus der Gegend von Laibach stammende evangelische Landpfarrer Primož Trubar, der als Schöpfer der slowenischen Schriftsprache gilt, mit Hilfe Georg Dalmatins die Schriften Luthers, um die umstrittene Reformationslehre auch in seinem Heimatland Slowenien zu verbreiten. Als die Druckanstalt in Urach aufgelassen wurde, sollen eine Druckerpresse und die alten glagolitischen, cyrillischen und lateinischen Lettern nach Waldenstein gebracht worden sein. Über den weiteren Verbleib des Druckmaterials ist aber nichts Sicheres bekannt. Es wurde vermutet, dass später die Soldaten Napoleons, die im frühen 19. Jahrhundert Teile des Lavanttals besetzten, die Ungnadsche Druckerpresse nach Paris verschleppten. Hans Ungnad, der die Reformation der Slowenen ermöglicht und letztlich auch finanziert hatte, verließ 1557 sein Heimatland Kärnten und zog nach Winteritz in Böhmen, wo er 1564 starb. 1607 starb mit Simon Ungnad der letzte männliche Spross des Adelsgeschlechts.

### Weitere Besitzer
Als Simon, der letzte Ungnad von Weißenwolff auf Waldenstein, 1607 starb, erbte seine Enkelin Margarethe-Elisabeth Landgräfin von Hessen die Herrschaft. Ihr waren die ständigen Konflikte mit dem Grundnachbarn, dem Bistum Bamberg, zu viel. Sie veräußerte Waldenstein 1637 an den Bamberger Bischof, der es 1672 seinem Vizedom in Kärnten, Peter Philipp von Dernbach, käuflich überließ. Von 1700 bis 1754 gehörte das Gut dem Grafen Rudolf Franz Erwein von Schönborn, der auch das dortige Hammerwerk wieder in Betrieb nahm. Von seinem Enkel Hugo Damian von Schönborn ging der Besitz 1803 an den Wolfsberger Eisenhändler Johann Michael Offner im Kaufweg über. Der Kaufmann Friedrich Ludwig Westenholz besaß die Herrschaft von 1842 bis 1851.

### Kärntner Heimatlied
1835 vertonte der Wolfsberger Josef Ritter von Rainer-Harbach auf Schloss Waldenstein ein Gedicht von Johann Thaurer Ritter von Gallenstein. Das Lied wurde 1911 offiziell zum Kärntner Heimatlied erklärt.

### Bergbauzentrum
Im Jahr 1851 erwarb Graf Hugo Henckel von Donnersmarck das Schloss. Er forcierte den alten Bergbau im Waldensteiner Graben. Noch heute wird dort Eisenglimmer abgebaut, der vor allem bei der Herstellung hochwertiger Metall- und Rostschutzfarben Verwendung findet.
Das Schloss steht unter Denkmalschutz und ist Eigentum der Kärntner Montanindustrie GmbH. Im 20. Jahrhundert befanden sich in dem Gebäude Wohnungen, in denen Beschäftigte des Waldensteiner Bergbaus mit ihren Familien lebten. Heute steht das Schloss leer und verfällt zunehmend. Eine Besichtigung ist nur von außen möglich.

## Baubeschreibung
Der aus dem 13. Jahrhundert stammende quadratische Bergfried ist romanisch und stand ursprünglich frei. Bei den daran anschließenden drei- bis viergeschoßigen gotischen Wohnbauten handelt es sich um Ergänzungen aus dem 14. bis 16. Jahrhundert. In der Mitte des Schlosses befindet sich ein nahezu quadratischer etwa 115 m² großer Innenhof mit einem Brunnen. Durch eine Freitreppe im Hof erreicht man das Obergeschoß mit seinem Renaissance-Arkadengang. An der Südseite befindet sich das ehemalige Haupttor, welches mit einer Zugbrücke gesichert war. Heute betritt man das Schloss durch das Tor im Osten, wo sich auch die Gefängnisse befanden. Im südöstlichen Teil des Schlosses befindet sich die ehemalige Schlosskapelle, welche einen barocken Turm besitzt und der Mater Dolorosa geweiht war.

Ansichten
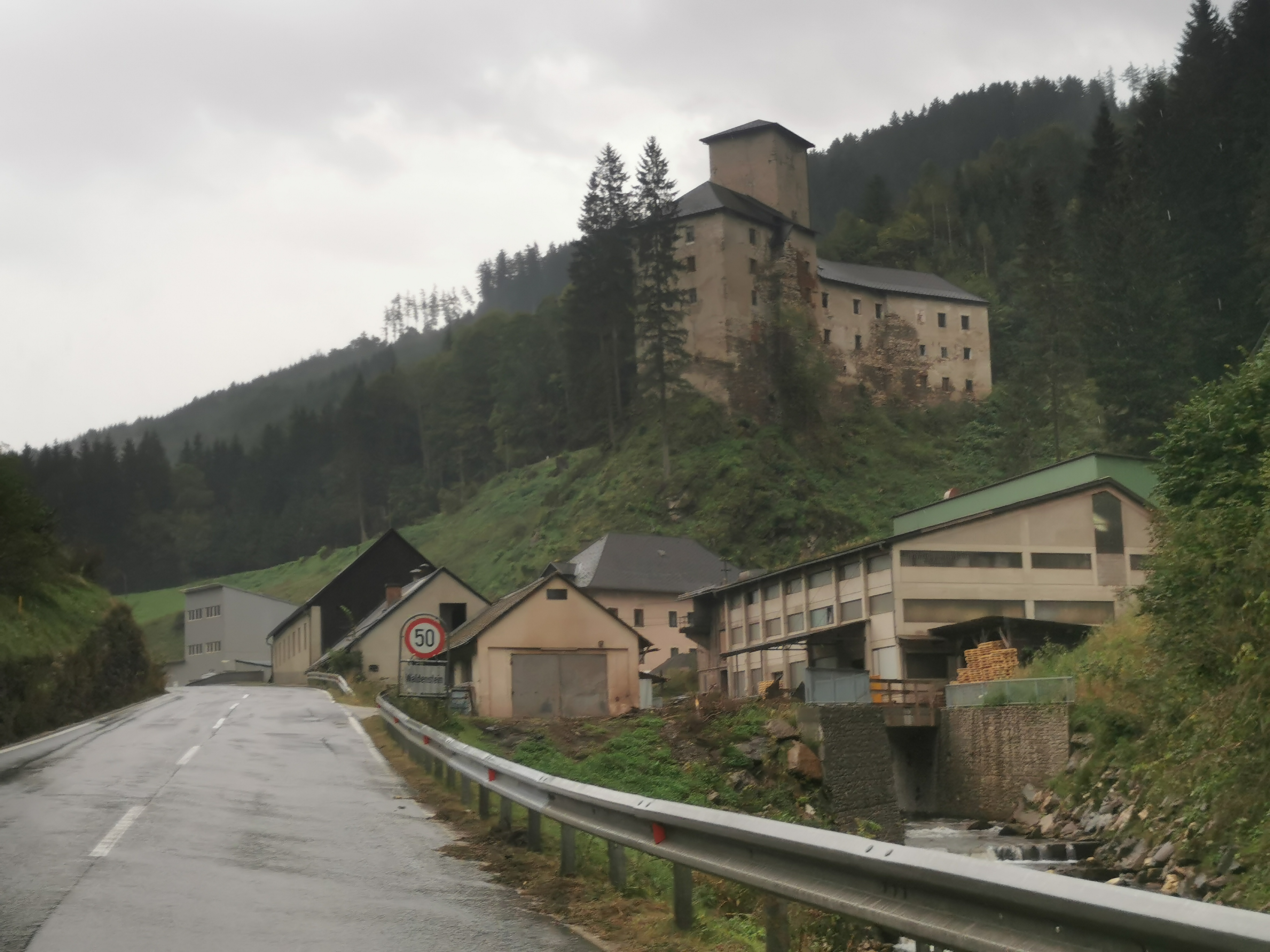
Blick von Westen: Lage des Schlosses oberhalb des Eisenglimmerbergbaus der Kärntner Montan-Industrie
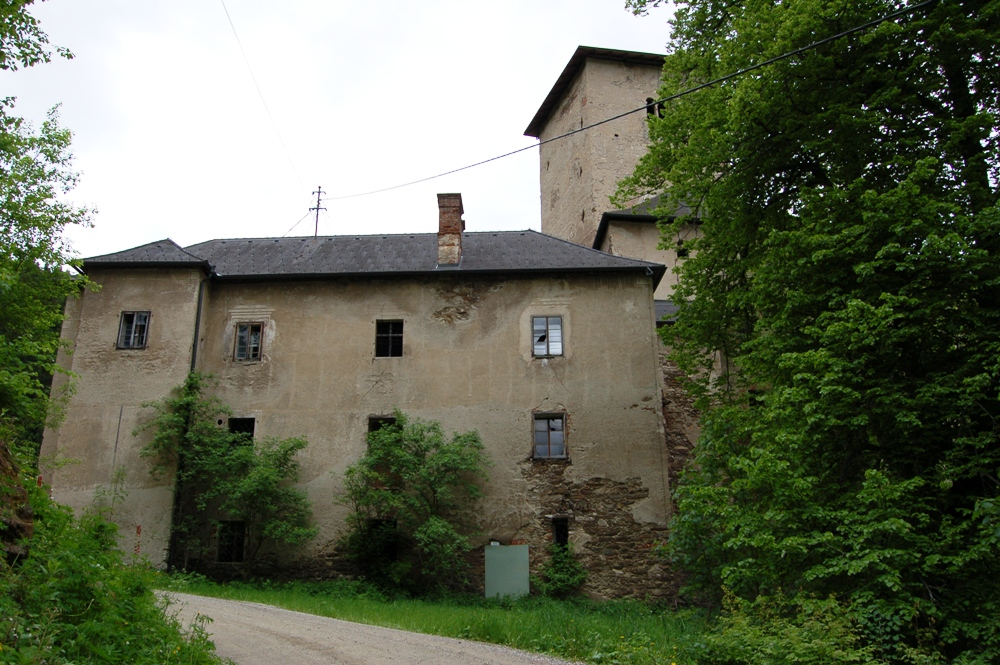
Nordseite auf Höhe Zufahrtsstraße
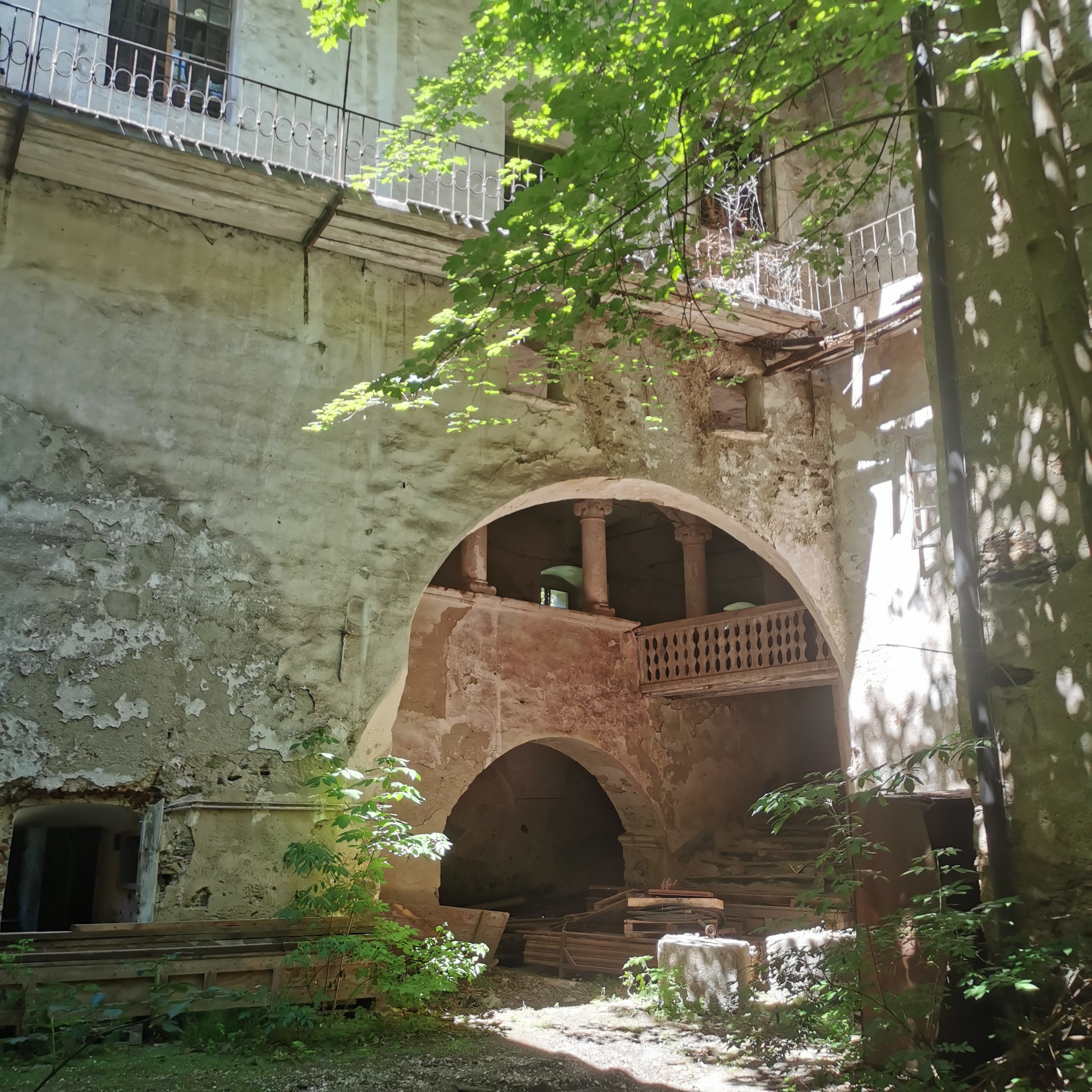
Blick über den Innenhof auf Pawlatschengang und Eingang zum repräsentativen Treppenhaus
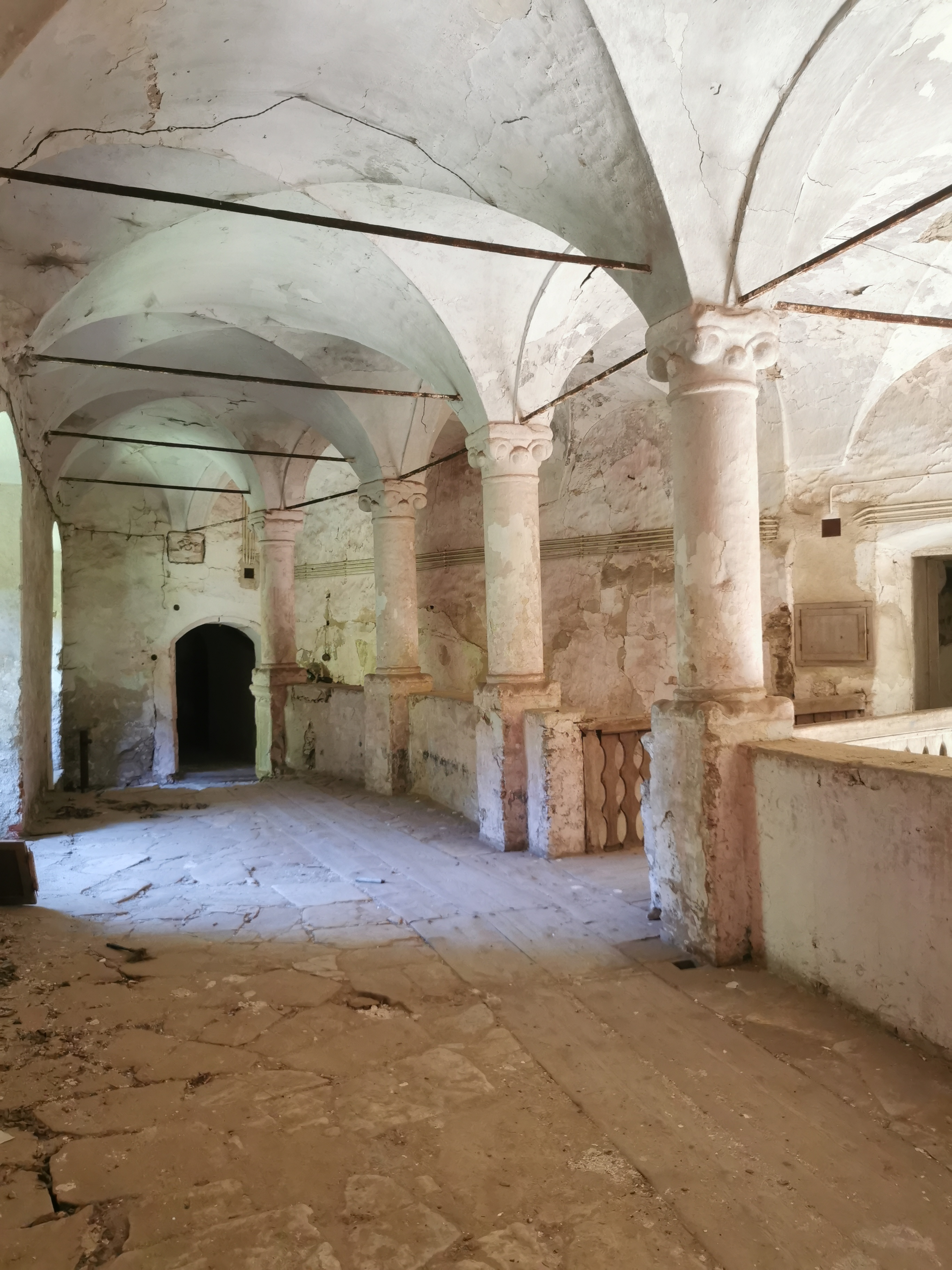
Renaissance-Architektur im Treppenhaus